# اچ‌نوام‌اس هنینگسواگ
اچ‌نوام‌اس هنینگسواگ (به انگلیسی: HNoMS Honningsvåg) یک کشتی است که طول آن ۱۷۷٫۲ فوت (۵۴٫۰۱ متر) می‌باشد. این کشتی در سال ۱۹۴۰ ساخته شد.